# Бертомьё, Андре
Андре Эмиль Жан Бертомьё (фр. André Berthomieu; 16 февраля 1903, Руан — 10 апреля 1960, Виней-Сен-Фирмен , департамент Уаза, О-де-Франс) — французский кинорежиссёр
, сценарист и продюсер.

## Биография
В молодости работал бухгалтером, писал авторские песни, интересовался шоу-бизнесом. Во второй половине 1920-х годов связал свою жизнь с киноиндустрией, был помощником нескольких режиссёров, в том числе Жюльена Дювивье.
Свой первый кинофильм «Pas si bête» снял в 1927 году. В 1946 году переснял его с Бурвилем в главной роли. Режиссёр без художественных претензий, считал себя техником кино, был президентом Синдиката технических специалистов, а также с 1945 по 1955 год — Союза авторов фильмов.
В 1946 году опубликовал «Очерк кинематографической грамматики», работу а которой выступал против художественных и революционных тенденций в кино. Бертомьё считался чрезвычайно трудолюбивым кинорежиссёром. За три десятилетия своего творчества снял почти 70 фильмов, для которых часто сам писал сценарии.
Был женат на актрисе Лин Норо.

## Избранная фильмография
- 1960 — Préméditation
- 1958 — Святая юность
- 1958 — En légitime défense
- 1957 — Cinq millions comptant
- 1957 — Ямайка
- 1956 — Весёлая тюрьма
- 1955 — Четыре дня в Париже
- 1955 — Les Duraton
- 1954 — Двое — это пара
- 1954 — Семейная сцена
- 1953 — Le dernier Robin des Bois
- 1953 — Прекрасный менталитет
- 1953 — Портрет его отца
- 1952 — Allô… je t’aime
- 1951 — Au cabaret, un soir
- 1951 — Король уличных торговцев
- 1951 — Chacun son tour
- 1950 — Маленькая шоколадница
- 1950 — Пигаль-Сен-Жермен-де-Пре
- 1950 — Мадемуазель Жозетт, моя жена
- 1949 — Король Пандор
- 1949 — Обнажённая
- 1948 — L’ombre
- 1948 — Бал пожарных
- 1948 — Бел как снег
- 1948 — Сердце на ладони
- 1947 — Amours, délices et orgues
- 1947 — Вальтовое каре
- 1946 — Gringalet
- 1946 — Не так глуп
- 1945 — Peloton d’exécution
- 1945 — Моя первая любовь
- 1944 — Ангел ночи
- 1943 — Секрет мадам Клапен
- 1942 — Обещание неизвестному
- 1942 — Снег на следах
- 1941 — Dédé la musique
- 1939 — Госпожа из Монте-Карло
- 1939 — Эсеб-депутат
- 1938 — Le train pour Venise
- 1938 — Нувориши
- 1938 — Синьора из Монте-Карло
- 1937 — Талисман
- 1937 — The Girl in the Taxi
- 1937 — La chaste Suzanne
- 1936 — La flamme
- 1936 — Секрет Полишинеля
- 1936 — L’amant de Madame Vidal
- 1936 — Смерть набегу
- 1935 — Джим-бродяга
- 1934 — N’aimer que toi
- 1934 — Идеальная женщина
- 1934 — L’aristo
- 1933 — Мадемуазель Жозетта, моя жена
- 1932 — Barranco, Ltd
- 1931 — Gagne ta vie
- 1931 — Кокесигроль
- 1931 — Mon coeur et ses millions
- 1930 — Мой друг Виктор
- 1929 — Ces dames aux chapeaux verts
- 1928 — Pas si bête

Фильм режиссёра  «Не так глуп» в 1946 году возглавил список самых кассовых фильмов во Франции его посмотрели 6 195 419 зрителей.